# Calibre .360
El calibre .360 es uno de los calibres de cartucho de escopeta más pequeños. Los cartuchos de escopeta del calibre .360, tienen como principales usos la caza menor, el manejo de plagas y la defensa personal. El calibre .360 fue creado por la empresa Eley Brothers Ltd, una compañía fabricante de municiones, con sede en Londres, Reino Unido, fundada en 1828. El cartucho .360 es un calibre de escopeta de pequeño tamaño, sus principales usos son la caza menor y el control de plagas y animales dañinos, también conocidos como alimañas.